# Alsóbán
Alsóbán (románul: Bănișor) település Romániában, Szilágy megyében.

## Fekvése
Szilágy megyében, Krasznától délnyugatra, Márton, Csizer, Felsőbán és Pecsely között fekvő település.

## Nevének eredete
Alsóbán nevét egykori telepítőjéről; a Losonczi Bánffy család ősétől vette: Bani, Ban, Bántelke. Előneve az egymásmellett fekvő két Bán nevű község megkülönböztetése: Alsó-, Felsőbán néven.

## Története
- Bán nevének első nyomait Bani, Ban néven 1205-1235 között a Váradi regestrum-ban találhatjuk meg egy tüzesvas próbával végződő per kapcsán.

- 1205-1235 között Bani, Ban, 1341-ben Bantheluke, 1481-ben pedig már Alsoban, Felsewban, 1580-ban Bánháza néven írták nevét.

- 1341-ben Bántelek jobbágytelkes birtok volt, és Valkó várához tartozott.

- 1481-ben Losonczi Bánffy család birtoka volt mindkét Bán nevű település.

- 1523-ban II. Lajos király mindkét Bán nevű faluba Somlyói Szaniszlófi Istvánt iktattatta be a leleszi konvent által, majd 1537-ben, Báthory István vajda halála (1534) után annak fiait is: Andrást, Kristófot és Istvánt, s Bánffy István netaláni ellentmondását a káptalannak átadni tartozik.

- 1550-ben  I. Ferdinánd magyar király bizonyító levele szerint a két Bán birtok örök jogon volt idősebb Bonchidai Losonczy Bánffy István birtoka.

- 1570-ben Losonczy Bánffy Farkast és Kristófot, az István fiait iktatták be mindkét Bán birtokába.

- 1646-ban Bánffy Ferenc és Bánffy Péterné Somlyai Krisztina halála után Alsó- és Felsőbán birtokon Bánffy Mihály fiai Zsigmond, György és Dénes osztoztak meg.

- 1648-ban I. Rákóczi György fejedelem fiának, II. Rákóczi György fejedelemnek és nejének Báthory Zsófiának adományozta.

- 1701 előtt Alsóbánon Horváth Mihálynak volt részbirtoka, melyből Guthi Farkas Zsófiát elégítették ki.

- 1808-ban végzett összeíráskor gróf Bánffy, báró Bánffy, Boros, Lakatos, gróf Teleki, Balog és Nemes családok birtoka volt.

## Nevezetességek
- Görögkatolikus fatemploma - Építési idejét a XVI. század közepére, vagy végére teszik, s valószínűsítik, hogy ez a fatemplom szolgált a Szilágyság más fatemplomainak is mintájául.

Leírása:
- Gerendái négyszögletesek és ácsoltak; végeik az összerovás után kiállnak.

- A templom hossza 11 méter, szélessége 4 1/2 méter, szentélye a nyolcszög három oldalával záródik, a templom másik végét egyenes zárású fal határolja.

- A torony törpe, négyszögletű: oldalai nyiltak. Erre nyolcoldalú, négy oszloptestre nehezedő sisak következik, melynek alsó része csonka gúlához hasonlít; a felső rész karcsú, és magas.

- Faliképei közül kiválnak Krisztus kinszenvedését az utolsó vacsorától haláláig ábrázoló stáczióképek. Képei között régi patriarchák és szentek alakjai is előfordulnak.

- A templom régi híres búcsújáróhely.

- Az egyház anyakönyvét 1824-től vezetik.